# Yang Jingnian
Yang Jingnian (chinois simplifié : 杨敬年 ; chinois traditionnel : 楊敬年 ; pinyin : yáng jìngnián), né le 17 octobre 1908 à Miluo, ville-préfecture de Yueyang, dans la province du Hunan, alors Dynastie Qing, et mort le 4 septembre 2016 à Tianjin, est un économiste et traducteur chinois.

## Biographie
À l'âge de 28 ans il réussit son examen d'entrée à l'université Nankai en économie.
En 1945, il entre à l'université d'Oxford où il étudie la science politique, la philosophie et l'économie.

## Ouvrages

### Traductions
- Recherches sur la nature et les causes de la richesse des nations d'Adam Smith
- The Economic Development of France and Germany, 1815-1914 de John Clapham
- Histoire de l'analyse économique de Joseph Schumpeter.